# 결혼의 조건
《결혼의 조건》(영어: She's Having a Baby)은 미국에서 제작된 1988년 로맨틱 코미디 영화이다. 존 휴스가 각본, 연출, 공동 제작을 맡았다. 신혼 부부 제이크(케빈 베이컨 분)와 크리스티(엘리자베스 맥거번 분)의 결혼식부터 첫 아이 출산까지를 그린다.

## 줄거리
신혼 부부 제이크와 크리스티는 제이크가 석사를 중도 포기하면서 뉴멕시코주에서 시카고로 돌아온다. 제이크는 광고 회사 카피라이터로, 크리스티는 연구 분석가로 취직하고, 교외에 집을 산다.
작가가 꿈인 제이크는 부모님, 사회, 크리스티로부터 아이를 갖고 어른이 되어야 한다는 압박에 시달린다. 크리스티는 피임약 복용을 끊지만 제이크의 정자 수 문제로 임신하지 못한다.
프랑스 모델과 불륜을 꿈꾸던 제이크는 정작 기회가 왔을 때 선뜻 실천하지 못한다. 한편 제이크의 절친 데이비스가 크리스티에게 접근하자 크리스티는 제이크를 사랑한다며 단호히 쳐낸다.
두 사람은 임신 전문 병원에 다니기 시작하고 크리스티는 임신에 성공한다. 분만 중 아기는 역아 자세로 밝혀지고 아기 머리가 산도에 걸려버린다. 크리스티가 죽을지도 모르는 상황이 되자 제이크는 자신이 결혼 생활에서 느끼던 불만은 자신의 이기심과 미성숙함 때문이었음을 깨닫는다.
무사히 아들이 태어나고 제이크는 아기와 크리스티에게 "She's Having a Baby"라는 제목의 소설을 읽어준다. 크레디트에서 제이크와 크리스티는 아들 이름을 뭐로 지을지 고민하고, 가족, 지인들이 이름 후보군을 대는 장면이 이어진다. 부부는 아기 이름을 크리스토퍼로 정한다.

## 출연
- 케빈 베이컨 - 제퍼슨 "제이크" 에드워드 브리그스 역
- 엘리자베스 맥거번 - 크리스틴 "크리스티" 베인브리지 브리그스 역
- 앨릭 볼드윈 - 데이비스 맥도널드 역
- 윌리엄 윈덤 - 러셀 "러스" 베인브리지 역
- 폴 글리슨 - 하워드 역
- 홀랜드 테일러 - 세라 브리그스 역
- 캐스린 데이먼 - 게일 베인브리지 역
- 존 애슈턴 - 켄 역
- 제임스 레이 - 짐 브리그스 역
- 데니스 두건 - 빌 역
- 이디 매클러그 - 린 역
- 래리 행킨 - 행크 역
- 빌 어윈 - 할아버지 브리그스 역
- 리바 매키니 - 할머니 브리그스 역
- 릴리 테일러 - 의료 연구실 여성 역
- 게일 오그레이디 - 로라 역

제이크와 크리스티 사이에서 태어난 아기의 이름 후보를 대는 사람들
- 댄 애크로이드 - 로먼 크레이그 (야외 소동) 역
- 존 캔디 - 쳇 리플리 (야외 소동) 역
- 크리스 영 - 벅 리플리 (야외 소동) 역
- 매슈 브로더릭 - 페리스 뷸러 (페리스의 해방) 역
- 다이앤 캐넌, 커스티 앨리, 벌린다 칼라일, 스튜어트 코플런드, 테드 댄슨, 우디 해럴슨, 로버트 헤이스, 에이미 어빙, 매직 존슨, 마이클 키턴, 조애나 컨스, 엘리어스 커테이어스, 페니 마셜, 빌 머리, 올리비아 뉴턴존, 로이 오비슨, 신디 피킷, 브론슨 핀초, 애니 포츠, 존 래천버거, 앨리 시디, 윌 휘턴

## 기타 제작진
- 협력 제작: 윌리엄 H. 브라운
- 배역: 재닛 허셔슨, 제인 젱킨스
- 미술: 존 W. 코소
- 의상: 에이프릴 페리